# Premiile Uniunii Scriitorilor 2008
Pentru anul 2008, juriul Uniunii Scriitorilor din România a fost alcătuit din 
Gabriel Dimisianu (președinte), 
Daniel Cristea-Enache, 
Mircea A. Diaconu, 
Dan C. Mihăilescu,
Cornel Ungureanu

## PROZĂ
Doina Ruști, Fantoma din moară. Editura Polirom, 2008.

## POEZIE
Andrei Bodiu, Oameni obosiți, Editura Paralela 45

## CRITICĂ LITERARĂ/ ESEU/ TEORIE LITERARĂ.
Ilina Gregori, Știm noi cine a fost Eminescu?, Editura Art

## TRADUCERI DIN LITERATURA UNIVERSALĂ
Anamaria Pop – Péter Esterházy, Harmonia caelestis, Editura Curtea Veche

## Premiul „Andrei Bantaș”
George Volceanov – John Updike, Întoarcerea lui Rabitt, Editura Humanitas Fiction

## DEBUT
Svetlana Cârstean, Floarea de menghină, Editura Cartea Românească – poezie
Simona Sora, Regăsirea intimității, Editura Cartea Românească – critică literară

## PREMII SPECIALE
Valeriu Anania, Memorii, Editura Polirom
Ion Iovan, Ultimele însemnări ale lui Mateiu Caragiale însoțite de un inedit epistolar precum și de indexul ființelor, lucrurilor și întâmplărilor/ în prezentarea lui Ion Iovan, Editura Curtea Veche

## LITERATURĂ ÎN LIMBILE MINORITĂȚILOR
Nikola Korsiuk, Nici Dumnezeu, nici om, Editura RCR – proză în limba ucraineană

## PREMIUL NAȚIONAL DE LITERATURĂ
Dumitru Radu Popescu